# Anna Fárová
Anna Fárová (1. června 1928 Paříž, Francie – 27. února 2010 Jindřichův Hradec) byla česko-francouzská historička umění a překladatelka z francouzštiny. Specializovala se na dějiny a kritiku umělecké fotografie. Její dcera Gabriela Fárová (* 1963) je uznávaná fotografka, Isabela Fárová (* 1961) je sochařka.

## Život a dílo
Narodila se v Paříži jako Annette Šafránková – její matka byla francouzská profesorka Anne Moussu, její otec Miloš Šafránek (1894–1982) byl diplomat a hudební spisovatel. V Paříži se setkávala s významnými umělci té doby, osobně poznala například Bohuslava Martinů, Jana Zrzavého, Josefa Šímu nebo Františka Tichého.
Po rozvodu rodičů, když jí bylo pět let, se s matkou vrátila do Prahy. Otec a bratr zůstali v Paříži, otec se vrátil po válce do Prahy se svou druhou ženou klavíristkou Germaine Leroux a pozdějí emigroval do USA. Její matku, která jako rodilá mluvčí učila francouzštinu v pražském francouzském institutu Ernesta Denise, po roce 1951 jako cizinku vyhostili a Anna zase nedostala pas, takže matku celých pět let neviděla.
Po přesídlení z Hanspaulky na pražský Spořilov, kde vyrůstala po otcově emigraci do Ameriky u svých tet, navštěvovala schůzky skupiny spořilovských surrealistů; mezi její přátele patřila oběť nacistické okupace – básník Rudolf Altschul (1927–1945). Zde se seznámila s Karlem Teigem i se svým budoucím mužem výtvarníkem Liborem Fárou (1925–1988), o kterém prohlásila:
Když jsem viděla jeho obraz Dvě tváře (Deux visages), říkala jsem si, ten bych chtěla mít – a jeho autora taky.

Vystudovala francouzské gymnázium v Praze a v letech 1946–1951 studovala dějiny umění (prof. A. Matějček) a estetiku (prof. J. Mukařovský) na Filosofické fakultě UK. Diplomová práce Antonín Chittussi (1951) nebyla přijata k obhajobě, komisi se zdála příliš frankofonní. Promovala spisem Vliv fotografie na malířství. František Drtikol (1974), v roce 2002 absolvovala rigorózní řízení na FAMU.
Vztah s Liborem Fárou, za kterého se provdala v roce 1952, se rozpadl kvůli jeho alkoholismu. Během manželství se mu Anna podřizovala, byl to on, kdo určoval program. Měli spolu dvě dcery – Isabelu (* 1961) a Gabrielu (* 1963). 
Její manžel měl v ateliéru svázaná čísla časopisu Verve, ve kterém byly jak barevné celostránkové reprodukce slavných obrazů, tak  fotografií známých fotografů.
Tam jsem objevila i fotografii Cartier-Bressona Kardinál Pacelli na návštěvě v Paříži. Vypadala jako barokní freska. A já byla ohromena tou sourodostí, že dobrá fotografie obstojí i obklopená starým i novým uměním různého druhu. Že je na stejné úrovni, pokud je kvalitní. A to mě strašně zasáhlo.

V roce 1956 se jí podařilo vycestovat do Paříže, kde navštívila mimo jiné (Max Ernst) právě Henriho Cartiera-Bressona, který souhlasil s vydáním své monografie v Československu a ta vyšla v roce 1958 v Odeonu jako první svazek edice Umělecká fotografie, která tehdy byla unikátní i v mezinárodním měřítku, graficky ji upravoval Libor Fára. Cartier-Bresson ji nasměroval na vdovu po fotografu Werneru Bischofovi a tak v roce 1960 mohla vydat v uvedené edici další monografii o tomto tvůrci. Také díky tomu navázala další kontakty, vešla v zahraničí ve známost a mohla postupně vydat monografie dalších zahraničních autorů –  André Kertésze (Odeon, 1966) a Roberta Capy (Odeon, 1973). Mezitím zde vydala monografie dvou českých fotografů – Jiřího Jeníčka (Odeon, 1962) a Eugena Wiškovského (Odeon, 1964).
Snila o tom, že bude pracovat v Národní galerii nebo Uměleckoprůmyslovém museu v Praze, ale kvůli špatnému kádrovému profilu nakonec začala pracovat v Národní technické knihovně, kde za tři koruny na hodinu dělala korektury. Do roku 1970 měla svobodné povolání, od roku 1970 do roku 1976 působila na FAMU a v Uměleckoprůmyslovém muzeu. Nezastírala negativní vztah ke komunismu v bývalém Československu. Po podpisu Charty 77 byla z UPM propuštěna. Od roku 1995 působila ve vědecké radě Uměleckoprůmyslového muzea. Přednášela na univerzitách ve Francii, USA i Velké Británii, překládala z francouzštiny. Spolupracovala s nakladatelstvími Odeon, Orbis a Torst, byla editorkou série Paragraphic Books v newyorském nakladatelství Grossman Publisher.
Pořádala výstavy českých i zahraničních fotografů doma i ve světě a psala fotografické monografie. Zpracovala dílo Františka Drtikola a zejména vydala výbor z díla Josefa Sudka, jehož autorská práva získala od umělce odkazem. Pozůstalost Josefa Sudka je nyní uložena v Ústavu dějin umění AV ČR.
Napsala řadu knih o významných zahraničních umělcích, například o Robertu Capovi, vůbec první monografii o Cartier Bressonovi, Werneru Bischofovi, členech agentury Magnum a dalších (Jiří Jeníček, Eugen Wiškovský, Jindřich Štyrský, Josef Koudelka, Eva Davidová).
Vytvořila a uspořádala fotografickou sbírku v Uměleckoprůmyslovém muzeu v Praze. V roce 1967 organizovala výstavu 7+7, v roce 1974 výstavu Osobnosti československé fotografie I, roku 1981 organizovala výstavu 9&9 v cisterciáckém klášteře v Plasích, na které vystavovalo 18 českých umělců a pozvání přijaly významné osobnosti světové fotografie.
Zemřela dne 27. února 2010.

### Ocenění
Za svou práci získala množství významných vyznamenání v USA, Německu a dalších zemích. Byla jmenována Rytířkou řádu umění a literatury ve Francii a roku 2002 získala české státní vyznamenání Medaili Za zásluhy. Roku 2006 obdržela titul „Osobnost české fotografie roku za dlouhodobý přínos fotografii“. Za rekonstrukci domu na Horním náměstí ve Slavonicích, který zakoupila (Fárův dům), byla udělena cena Grand Prix Obce architektů.
- Cena za kulturu Německé fotografické společnosti

### Publikace (výběr)
- Henri Cartier-Bresson, Odéon, Paříž, 1958
- Jiří Jeníček, SNKLU, 1962
- Werner Bischof, 1916–1954, Paragraphic, 1966
- Photographs, spolupracovali André Kertész a Robert Sagalyn, 1966
- Pražské jaro ve fotografii, Praha, Obelisk, 1970
- Současná fotografie v Československu, Praha, Obelisk, 1972 (náklad zničen)
- František Drtikol, Milano 1973
- Robert Capa, Praha 1973 (též anglicky)
- Jindřich Štyrský. Fotografické dílo 1934–1935, Praha 1982 (vydala pod dívčím jménem Annette Moussu)
- Josef Sudek, Milano 1983, Paris 1990, 1997
- Frantisek Drtikol : Photographe Art Déco, spolupracovali Manfred Heiting, Schirmer-Mosel, 1986
- Josef Sudek : Poet of Prague, John Murray Editions, New York, London, Paris 1990
- Libor Fára, 1925–1988, spolupracovali Libor Fára a Gabina Fárová, Association culture et communication pour La Nuit Culturelle, 1990
- Gypsies, spolupracoval Josef Koudelka, Hale, 1992
- André Villers, spolupracoval André Villers, Institut français de Prague, 1994
- Josef Sudek. The Pigment Prints 1947–1954, Los Angeles 1994 (ed. M. Heiting), angl. něm., fr.
- Josef Sudek, Gina Kehayoff Verlag, 1998
- Inge Morath Portraits, spolupracovali Arthur Miller a Robert Delpire, Éditions Otto Muller, 1999
- Josef Sudek, Éditions du Centre national de la photographie, 1999
- Josef Sudek: Pigment Prints, Salander, 2001
- Zdeněk Tmej: Totaleinsatz, spolupracoval Tomáš Jelínek, Torst, 200
- Josef Koudelka, spolupracovali Josef Koudelka a Karel Hvížďala, Torst, 2002
- Eva Davidová, spolupracovali Eva Davidová a Jana Horvathová, Torst, 2004
- Ivan Lutterer, Panoramatické fotografie, Panoramic photographs: 1984–1991, spolupracovali Ivan Lutterer a Václav Sokol, Barta Studio JB, 2004
- Tváře dějin, avec des photographies de Robert Capa a Richard Whelan, Obecní dům, 2004
- Libuna: A Gypsy's Life in Prague, spolupracovali Iren Stehli, Milena Hübschmannová a Franca Comalini, Scalo, 2004
- Petra Skoupilová, Les femmes, spolupracoval Michel Métayer, KANT, 2004
- Dušan Šimánek, Torst, 2006
- Iren Stehli. Pražské výlohy 1978–1996, Praha 1996 (s H. Favrodem)
- Iren Stehli, Praha, Torst, 2007 (s M. Hellerem, Irenou Stehli)
- The window of my studio, avec des photographies de Josef Sudek, Torst, 2007